# Mécanisme flexible
Les mécanismes flexibles ou mécanismes compliant (de l'anglais compliant mechanism) ou liaisons à articulations élastiques, parfois également appelés guidages à articulations élastiques ou encore guidages flexibles, sont des éléments de construction, de divers degrés de complexité, qui remplissent avant tout une fonction cinématique en utilisant le principe physique de l’élasticité de la matière.

## Classification
La classification des éléments peut s'effectuer selon une complexité croissante :
1. Articulations flexibles élémentaires : cette catégorie est constituée des éléments flexibles les plus simples à l'image des barres de torsion, poutres, membranes.
2. Guidages flexibles : cette catégorie contient les combinaisons d'articulations élémentaires et de segments rigides reliés entre eux. On retrouve par exemple les lames croisées, le col circulaire.
3. Structures articulées à guidages flexibles ou structures flexibles : cette catégorie regroupe les structures qui sont constituées d'une combinaison de guidages flexibles et de segments rigides.

## Intérêts
- Les principaux avantages sont les suivants :

Ces articulations sont faciles à assembler.
Elles ne présentent ni usure ni émission de particules, du fait de l’absence de frottements secs
Ce sont des mécanismes sans jeu.
La durée de vie est liée au phénomène de fatigue qui est prédictible.
Il est possible de concevoir plusieurs pièces reliées par des articulations à partir d’un seul bloc de matière première, ceci est couramment appelé conception monolithique.
Il est facile d’intégrer des amplificateurs de mouvements ou de forces.
Les déplacements sont doux et continus, et ce, jusqu’à des déplacements d’ordre nanométrique.
- Les principales limites ou les désavantages sont les suivants :

Les mouvements obtenus sont rarement cinématiquement purs.
Les courses admissibles sont limitées.
Les raideurs dans les directions des mouvements imposent d’exercer des efforts continus pour maintenir une position excentrée.